# 法语防御协会
法语防御协会（法語：Défense de la langue française）是一个旨在在国内外保护并推广法语的法国组织。该组织已获得法语维护类协会的正式认可。其总部位于法国巴黎。

## 历史
该协会由保罗·加缪、莫里斯·拉等人于1958年创立，是1953年由保罗·加缪为遏制新闻界语言退化而创建的“黎塞留新闻圈”的延续与扩展。它的早期支持者包括多位法兰西学术院院士（路易·德布罗意、让·科克托、乔治·迪亚梅尔、莫里斯·热讷瓦、爱德华·赫里欧、阿尔方斯·朱安、安德烈·莫洛亚、朱尔·罗曼、安德烈·西格弗里德）以及语法学家勒内·若尔然和埃米尔·穆萨。
1964年，法兰西学术院授予了它法国法语奖。
该协会在法国及海外共有三千多名成员。它独立于任何宗教、哲学或政治思潮，因此主要依靠会员会费运作。也正因如此，它得以与涉足法语事务的公共机构保持联系，尤其是与法兰西学术院（协会主席本身就是院士）以及法国通用语言与本土语言事务署建立联系。
1994年，该协会加入了名为“理解权”的联合组织，该组织的成员还包括“法语的未来协会”“法语保护与推广协会”（Asselaf）、“铁路作家协会”和“尚普兰联盟”。
1995年，根据图邦法案，该协会获得司法部长和文化部长授予的法语维护协会认证，此后每三年续期一次。

## 会长
自成立以来，该协会一直由法兰西学术院院士担任主席，历任主席包括：莱昂·贝拉尔（1958-?）、莫里斯·热讷瓦（?）、让·米斯特莱（?）、让·迪图尔（1989—2009）、安杰洛·里纳尔迪（2009—2011）、菲利普·博桑（2011—2016）、格扎维埃·达尔科斯（2016年至今）。

## 目的
该协会的使命是：在国内外维护并推广法语；捍卫法国公民按照法律规定，在日常生活的一切事务中使用母语表达的权利。协会还出版同名的季度期刊。
它提倡使用一些新造词来取代英语借词，例如：
- 用“courriel”代替“e-mail”（电子信件）

- 用“coentreprise”代替“joint venture”（合资企业）

- 用“hameçonnage”代替“phishing”（网络诱骗）

- 用“fin de semaine”或“reposailles”代替“week-end”（周末）

## 活动
该组织还参与“英语地毯奖”的评选工作。
法语防御协会的主要活动包括出版会刊，以及举办各类法语竞赛，例如：与拉鲁斯出版社合办的“黎塞留奖”，面向初中四年级学生、由法国海军支持的“金笔盒奖”，面向全球法语联盟学生、由参议院支持的“金笔奖”，以及面向所有会刊读者的“金剑奖”。

## 争议
2011年3月，尽管埃里克·泽穆尔在前一个月因煽动种族仇恨被巴黎轻罪法庭第17庭定罪，协会仍将黎塞留奖授予他。作为抗议，协会主席安杰洛·里纳尔迪辞职，由菲利普·博桑接任。

## 金笔奖
“金笔奖”自2000年起举办，由该协会面向全球法语联盟的学生组织，获法国参议院支持。
比赛时长为两小时，在法语活动周期间于各地法语联盟的场所举行，由一名教师监考，并由该联盟的主任负责。
比赛题目由巴黎的竞赛委员会拟定，分为两部分：
- 淘汰题，满分70分，由当地法语联盟主任指定的一名或多名教师在当地批改；
- 书面表达，满分30分，由巴黎的竞赛委员会批改。

两项得分相加，构成满分100分的总成绩。
此外，比赛冠军将受邀前往竞赛的主要赞助方——法国参议院领取奖项：他将在次年3月的法语活动周期间赴巴黎停留一周。其余100名获奖者将由就近的法国大使馆文化处授予的荣誉证书或鼓励证书，以及由法语联盟颁发的奖品。

### 协会的研究对象
- 法兰西化（法语：Francisation）
- 盎格鲁化
- 美国化
- 意大利语借词（法语：Italianisme）
- 英语借词
- 法语中的英语借词（法语：Anglicisme）
- Franglais（法语：Franglais）

### 与协会相关的组织
- 法语命令式（法语：Impératif français），魁北克的一个类似组织
- 瑞典语防御协会（英语：Språkförsvaret），瑞典语的一个类似组织
- 魁北克法语办公室（法语：Office québécois de la langue française）
- 法国通用语言与本土语言事务署（法语：Délégation générale à la langue française et aux langues de France）
- 英语地毯学院（法语：Académie de la Carpette anglaise）
- 法语的未来协会（法语：Avenir de la langue française）